# Santuari vell de Meritxell
El santuari vell de Meritxell, o Santa Maria de Meritxell, és una antiga església d'origen romànic, reconstruïda en època barroca i destruïda per un incendi el 1972. Després de la construcció del santuari nou de Meritxell, s'ha rehabilitat com a sala d'exposicions.

## Història
Es va construir com a església romànica al segle xii. L'aspecte actual correspon a la reconstrucció feta en època barroca al segle xvii, i s'acabaren les obres vers l'any 1658. Posteriorment, s'hi van fer algunes obres de millora i ampliació.
El santuari vell va ser destruït en un incendi que tingué lloc la nit del 8 al 9 de setembre de 1972 després d'un dels aplecs que hom fa al santuari. L'antiga imatge de la patrona d'Andorra, una talla romànica del segle xii que, pel calçat que duia, era popularment anomenada la Mare de Déu dels Esclops, també fou destruïda en l'incendi.
El 8 de setembre de 1976, es va inaugurar el nou santuari situat al costat, encarregat pel Consell General a l'arquitecte català Ricard Bofill. S'ha fet una reproducció de la imatge de la Mare de Déu que es troba en el nou santuari. L'espai del santuari vell es va transformar en una zona enjardinada.
L'any 1991, es van fer uns estudis arqueològics en la nau i el cementiri i, finalment, l'antiga església s'ha rehabilitat com a sala d'exposicions sobre la patrona d'Andorra.

## Arquitectura
De l'antiga església romànica, només queden restes en el mur oest i els fonaments de l'absis. La planta era de nau única amb absis semicircular i un porxo adossat a la façana sud.
L'església actual d'època barroca té l'absis quadrat, coberta a dues aigües i campanar de paret. La façana sud té un porxo, com ja tenia l'església romànica, amb la porta i dues finestres, més una altra finestra sobre el cor. Sobre la façana sud, hi ha un campanar de paret de dos ulls. En el mur nord, hi ha tres finestres més que il·luminen el cambril. L'interior no conserva les antigues pintures murals ni el mobiliari barroc destruït per l'incendi.